# Oedothorax pilosus
Oedothorax pilosus är en spindelart som beskrevs av Jörg Wunderlich 1978. Oedothorax pilosus ingår i släktet Oedothorax och familjen täckvävarspindlar.
Artens utbredningsområde är Etiopien. Inga underarter finns listade i Catalogue of Life.